# Петруси
Петруси (пол. Pietrusy) — село в Польщі, у гміні Ольшанка Лосицького повіту Мазовецького воєводства. Населення — 158 осіб (2011).

## Історія
За даними етнографічної експедиції 1869—1870 років під керівництвом Павла Чубинського, у селі переважно проживали римо-католики, меншою мірою — греко-католики, які здебільшого розмовляли українською мовою.
У 1975—1998 роках село належало до Білопідляського воєводства.

## Демографія
Демографічна структура станом на 31 березня 2011 року:
|          | Загалом | Допрацездатний вік | Працездатний вік | Постпрацездатний вік |
| -------- | ------- | ------------------ | ---------------- | -------------------- |
| Чоловіки | 86      | 15                 | 61               | 10                   |
| Жінки    | 72      | 14                 | 40               | 18                   |
| Разом    | 158     | 29                 | 101              | 28                   |